# Filippo Pozzato
Filippo Pozzato, (født 10. september 1981 i Sandrigo, Veneto) er en tidligere italiensk professionel cykelrytter.
For 2009 skrev Filippo Pozzato kontrakt med det nye professionelle russiske cykelhold Katusha, som er baseret på det nuværende italienske cykelhold Tinkoff Credit System, som bl.a. også har kontrakt med den belgiske cykelrytter Gert Steegmans. Det forlød, at Katusha også er interesseret i den australske sprinter Robbie Mcewen, der er aktiv på Silence-Lotto holdet. Men det ønskede hverken holdet eller Robbie Mcewen at kommentere.
Pozzato blev professionel i 2000, og han er bedst i endagsløb. Hans største sejre er HEW Cyclassics i 2003 og Milano-Sanremo i 2006. Italieneren vandt Tirreno-Adriatico i 2003.